# Funció absolutament contínua
En matemàtiques es defineix la continuïtat absoluta d'una funció real de variable real com una propietat semblant, però més forta, a la continuïtat i a la variació afitada. Una funció absolutament contínua queda caracteritzada pel fet de ser una integral indefinida de Lebesgue. Aquesta noció és important en Teoria de la mesura i en Probabilitats.

## Definició
Es diu que una funció {\displaystyle f:[a,b]\longrightarrow \mathbb {R} } és absolutament contínua si donat qualsevol {\displaystyle \varepsilon >0} existeix {\displaystyle \delta >0} tal que per qualsevol família finita d'intervals oberts disjunts dos a dos {\displaystyle (a_{1},b_{1}),\dots ,(a_{n},b_{n})\subset [a,b]} tals que{\displaystyle \sum _{i=1}^{n}(b_{i}-a_{i})<\delta ,} es te que {\displaystyle \sum _{i=1}^{n}\vert f(b_{i})-f(a_{i})\vert <\varepsilon .}Aquesta definició s'estén al cas d'una funció {\displaystyle f:\mathbb {R} \longrightarrow \mathbb {R} } eliminant la condició que els diferents intervals oberts estiguin inclosos en l'interval {\displaystyle [a,b]}.

## Propietats
Les següents propietats es troben demostrades a Royden o Natenson

### Propietats de continuïtat i derivabilitat
Sigui {\displaystyle f:[a,b]\longrightarrow \mathbb {R} } absolutament contínua. Aleshores:
1. {\displaystyle f} és contínua. Veurem als exemples que hi ha funcions contínues que no són absolutament contínues.
2.{\displaystyle f} té variació afitada.
3.{\displaystyle f} té derivada finita en quasi tots els punts (Lebesgue) i la derivada és integrable Lebesgue.
4.Si la derivada {\displaystyle f'} compleix que {\displaystyle f'(x)=0,{\text{quasi per tot }}x\in [a,b]}, aleshores {\displaystyle f} és constant.

### Relació amb les integrals indefinides de Lebesgue
Recordem que donada una funció {\displaystyle g:[a,b]\longrightarrow \mathbb {R} } integrable de Lebesgue, s'anomena integral indefinida (de Lebesgue) de {\displaystyle g} a la funció {\displaystyle f:[a,b]\longrightarrow \mathbb {R} } definida per {\displaystyle f(x)=\int _{a}^{x}g(t)\,dt.}Aquesta funció {\displaystyle f} és contínua, de variació afitada i derivable en quasi tots els punts i {\displaystyle f'(x)=g(x),\ {\text{quasi per tot }}x.}
El resultat fonamental sobre funcions absolutament contínues és que aquestes funcions coincideixen amb les integrals indefinides:
Teorema. Una funció {\displaystyle f:[a,b]\longrightarrow \mathbb {R} } és absolutament contínua si i només si és una integral indefinida; concretament, tenim 
{\displaystyle f(x)=f(a)+\int _{a}^{x}f'(t)\,dt.}

## Exemples
1. La funció de Cantor {\displaystyle F:[0,1]\longrightarrow [0,1]} és contínua, amb derivada 0 en quasi tots els punts. No és absolutament contínua perquè contradiu la propietat 4 que hem vist anteriorment. Però, d'altra banda, també és clar que {\displaystyle F(x)\neq \int _{0}^{x}F'(t)\,dt}, ja que aquesta integral és zero. Per tant, la funció de Cantor és contínua però no absolutament contínua.
2. Natanson demostra que la funció {\displaystyle f(x)={\begin{cases}x\,\cos {\frac {\pi }{2x}},&{\text{si }}0<x\leq 1,\\0,&{\text{si }}x=0,\end{cases}}}és contínua però no té variació afitada. Per tant, no pot ser absolutament contínua. És un altre exemple de funció contínua que no és absolutament contínua.